# Helmut Riegger
Helmut Riegger (* 19. Mai 1962 in Sigmaringen) ist ein deutscher Kommunalpolitiker (CDU) und seit dem 1. Februar 2010 Landrat des Landkreises Calw. Zuvor war er von 2000 bis 2004 Bürgermeister in Kirchheim unter Teck und von 2004 bis 2010 Erster Bürgermeister der Großen Kreisstadt Sindelfingen.

## Ausbildung und Beruf
Nach einer kaufmännischen Ausbildung absolvierte Riegger ein Studium an der Fachhochschule für öffentliche Verwaltung in Ludwigsburg. Nach seinem Abschluss als Diplom-Verwaltungswirt (FH) war er elf Jahre für die baden-württembergische Landesregierung tätig. Zunächst arbeitete er zwischen 1989 und 1994 bei der Landesvertretung Baden-Württemberg in Bonn. Anschließend war er bis 1998 Referent des damaligen Ministerpräsidenten Erwin Teufel im Staatsministerium Baden-Württemberg und von 1998 bis 2000 leitete er das Büro von Minister Willi Stächele im Staatsministerium Baden-Württemberg.

## Politische Karriere
Von 2000 bis 2004 war Riegger Bürgermeister in Kirchheim unter Teck. Nachdem er bei der Oberbürgermeisterwahl am 21. Dezember 2003 im zweiten Wahlgang gegen Angelika Matt-Heidecker (SPD) unterlegen war, bewarb er sich um den Posten des Ersten Bürgermeisters der Großen Kreisstadt Sindelfingen (Kreis Böblingen) und wurde 2004 vom Sindelfinger Gemeinderat als Nachfolger von Andreas Schütze gewählt.
Der Calwer Kreistag wählte Riegger am 21. Dezember 2009 im ersten Wahlgang mit 46 von 53 Stimmen zum Nachfolger von Hans-Werner Köblitz (Freie Wähler), der Ende Januar 2010 nach 13 Jahren im Amt in den Ruhestand ging. Am 6. November 2017 wurde er für eine zweite Amtszeit wiedergewählt.

## Weitere Ämter
In seiner Funktion als Landrat ist Riegger auch einer von drei Vorsitzenden des Verwaltungsrats der Sparkasse Pforzheim Calw sowie Aufsichtsratsvorsitzender der Klinikverbund Südwest GmbH, der Kreiskliniken Calw gGmbH, der Umwelt-Service Nordschwarzwald GmbH, der Abfallwirtschaft Landkreis Calw GmbH, der Wirtschaftsförderung Nordschwarzwald GmbH und der Tourismus GmbH Nördlicher Schwarzwald.

## Familie und Privates
Helmut Riegger ist verheiratet und Vater von drei Kindern (Stand Dezember 2009).

## Quelle
- Christoph Wartenberg: Sigmaringer wird Landrat in Calw. In: Schwäbische Zeitung vom 30. Dezember 2009